# 新疆省 (中华人民共和国)
新疆省為中華人民共和國建国之初的省份之一，前後存在6年。
第二次國共內戰末期，中國人民解放軍盡佔優勢，國軍節節敗退。在彭德懷指挥的第一野戰軍1949年8月26日佔領蘭州繼而佔領甘肅全境之後，新疆的軍政長官陶峙岳、包爾漢等宣佈脫離廣州的臨時中华民国政府起義。期間已經投向共產黨一邊的張治中在中斡旋，而中共方面的談判代表是鄧力群。同年前蘇聯讓起義軍停止進入迪化（今名烏魯木齊），並讓起義軍投降於中華人民共和國政府。9月25日第一野戰軍第一兵團在王震將軍率領下攻佔迪化，成為中華人民共和國的一省。12月17日成立新疆省人民政府，包爾漢為首任主席。
1955年9月13日，第一届全國人民代表大會常務委員會第21次會議決定，撤銷新疆省，並以原新疆省的行政區域為新疆維吾爾自治區的行政區域。10月1日，新疆維吾爾自治區成立，隨之成立新疆維吾爾自治區人民委員會，新疆為中國的五大省級少數民族自治區之一，「新疆省」名稱走入歷史。

## 人口
中華人民共和國國家統計局於1954年11月1日公報的「第一次全國人口調查登記」，統計至1953年6月30日時止，新疆省人口是4,873,608人﹐其中維吾爾族3,640,125人﹐佔新疆全省人口的四分之三，漢族和其他民族佔四分之一。

## 行政區劃
1954年，新疆省轄1行政區、10專區、5自治州、1省轄市，2市、73縣、6自治縣。
| 地級市、專區       | 縣、區數           | 駐地           | 縣名（縣治） |
| ------------------ | ------------------ | -------------- | --- |
| 烏魯木齊市         |                    |                | |
| 烏魯木齊專區       | 8縣、1自治縣       | 烏魯木齊市     | 阜康縣（城區）、鄯善縣（城區）、奇臺縣（城區）、呼圖壁縣（城區）、吐魯番縣（城區）、吉木薩爾縣（城區）、瑪納斯縣（城區）、托克遜縣（城區）、木壘河哈薩克自治縣（城區）                           |
| 哈密專區           | 2縣、1自治縣       | 哈密縣         | 哈密縣（城區）、伊吾縣（城區）、巴里坤哈薩克族自治縣（城區） |
| 庫爾勒專區         | 5縣                | 庫爾勒縣       | 庫爾勒縣（城區）、尉犁縣（城區）、輪臺縣（城區）、婼羌縣（城區）、且末縣（城區） |
| 南疆行政公署       | 1市、26縣、1自治縣 | 喀什市         | 喀什專區（駐喀什市）：喀什市、疏附縣（城區）、疏勒縣（城區）、巴楚縣（城區）、英吉沙縣（城區）、岳普湖縣（城區）、伽師縣（城區）、塔什庫爾幹塔吉克自治縣（城區）                                 |
| 南疆行政公署       | 1市、26縣、1自治縣 | 喀什市         | 莎車專區（駐莎車縣）：莎車縣（城區）、澤普縣（城區）、葉城縣（城區）、麥蓋提縣（城區） |
| 南疆行政公署       | 1市、26縣、1自治縣 | 喀什市         | 和闐專區（駐和闐縣）：和闐縣（城區）、策勤縣（城區）、皮山縣（城區）、民豐縣（城區）、洛浦縣（城區）、于闐縣（城區）、墨玉縣（城區）                                                             |
| 南疆行政公署       | 1市、26縣、1自治縣 | 喀什市         | 阿克蘇專區（駐阿克蘇縣）：阿克蘇縣（城區）、庫車縣（城區）、沙雅縣（城區）、烏什縣（城區）、新和縣（城區）、阿瓦提縣（城區）、溫宿縣（城區）、柯坪縣（城區）、拜城縣（城區）                     |
| 南疆行政公署       | 1市、26縣、1自治縣 | 喀什市         | 克孜勒苏柯尔克孜自治区（駐阿圖什縣）：阿圖什縣（城區）、烏恰縣（城區）、阿合奇縣（城區） |
| 昌吉回族自治州     | 3縣                | 昌吉縣         | 昌吉縣（城區）、米泉縣（城區）、烏魯木齊縣（城區） |
| 巴音郭楞蒙古自治州 | 2縣、1自治縣       | 焉耆回族自治縣 | 和靖縣（城區）、和碩縣（城區）、焉耆回族自治縣（城區） |
| 伊犁哈薩克自治州   | 1市、24縣、2自治縣 | 伊寧市         | 伊犁專區（駐伊寧市）：伊寧市、伊寧縣（伊寧市）、特克斯縣（城區）、綏定縣（城區）、昭蘇縣（城區）、新源縣（城區）、鞏留縣（城區）、霍城縣（城區）、尼勒克縣（城區）、察布查爾錫伯族自治縣（城區） |
| 伊犁哈薩克自治州   | 1市、24縣、2自治縣 | 伊寧市         | 塔城專區（駐塔城縣）：塔城縣（城區）、沙灣縣（城區）、額敏縣（城區）、烏蘇縣（城區）、裕民縣（城區）、托裡縣（城區）、和布克賽爾蒙古自治縣（城區）                                               |
| 伊犁哈薩克自治州   | 1市、24縣、2自治縣 | 伊寧市         | 阿勒泰專區（駐阿勒泰縣）：阿勒泰縣（城區）、福海縣（城區）、吉木乃縣（城區）、青河縣（城區）、哈巴河縣（城區）、富蘊縣（城區）、布林津縣（城區）                                                 |
| 伊犁哈薩克自治州   | 1市、24縣、2自治縣 | 伊寧市         | 博尔塔拉蒙古自治区（駐博樂縣）：博樂縣（城區）、精河縣（城區）、溫泉縣（城區） |

## 政府
1949年，中華民國新疆省政府向中国共产党投降後，於同年12月17日被新成立的新疆省人民政府取代，包爾漢任新疆省人民政府主席（1949－1954）。
1955年10月1日，新疆維吾爾自治區成立，隨之成立新疆維吾爾自治區人民委員會。